# 種市城
種市城（たねいちじょう）は、岩手県九戸郡洋野町（旧・種市町）にあった日本の城。戦国時代の種市氏の居城。同町字城内（じょうない）のほぼ中心部に位置し、平時の居館とみられる平城（へいじょう）と、そこから約1キロメートル南西にあり戦時に使用したとみられる山城（やましろ）の2城が存在した。

## 概要

### 平城
城内地区は当時の種市の中心集落で、川尻川に北面した高台にあり、旧字名は「館」。平城跡はそのまま集落となっている。館の東側から集落内に通じる坂道は、館坂と呼ばれ八戸へ通じる街道の起点であった。現在は堀跡が道路となっているがほとんど市街地化し、地表上の遺構は残っていない。

### 山城
山城跡は、館から南西1キロメートル、比高50メートルの丘陵上に位置し、平場（曲輪）と空堀が残る。

## 歴史
種市氏は一戸南部氏の分流とも、工藤氏の末裔ともいわれ、九戸政実の乱に際し、種市伝左衛門が九戸籠城に加わったが、当主の種市中務（なかつかさ、諱は不明）は南部氏側に属し、城攻めに参陣していた。
天正20年（1592年）の『諸城破却書上』には「糠部郡之内 種市 山城破 久慈孫三郎持分」とあり、廃城となった。